# Strážovice
Strážovice är en ort i Tjeckien.   Den ligger i regionen Södra Mähren, i den sydöstra delen av landet, 230 km sydost om huvudstaden Prag. Strážovice ligger 320 meter över havet och antalet invånare är 553.
Terrängen runt Strážovice är platt söderut, men norrut är den kuperad. Strážovice ligger uppe på en höjd. Runt Strážovice är det ganska tätbefolkat, med 192 invånare per kvadratkilometer. Närmaste större samhälle är Hodonín, 18,8 km söder om Strážovice. Trakten runt Strážovice består till största delen av jordbruksmark.